# William Dandjinou
William Dandjinou (Sherbrooke, 1º ottobre 2001) è un pattinatore di short track canadese.

## Palmarès

### Mondiali
- 5 medaglie:
  - 4 ori (1000 m a Rotterdam 2024; 1500 m, staffetta 5000 m e staffetta 2000 m mista a Pechino 2025).
  - 1 argento (1000 m a Pechino 2025).

### Coppa del Mondo
- Vincitore della classifica generale della coppa del mondo nel 2025
- Vincitore della coppa del mondo dei 1500 m nel 2024 e nel 2025
- Vincitore della coppa del mondo dei 1000 m nel 2025